# Луиза Шарлота фон Бранденбург
Луиза Шарлота фон Бранденбург (на немски: Luise Charlotte von Brandenburg; * 13 септември 1617 в Берлин; † 29 август 1676 в Митава) от фамилията Хоенцолерн е принцеса от Бранденбург и чрез женитба херцогиня на Курландия (1645–1676).
Тя е най-възрастната дъщеря на курфюрст Георг Вилхелм фон Бранденбург (1595–1640) и на принцеса Елизабет Шарлота (1597–1660), дъщеря на курфюрст Фридрих IV фон Пфалц. Сестра е на Фридрих Вилхелм (1620–1688), Великия курфюрст.
Луиза Шарлота се омъжва на 9 октомври 1645 г. в Кьонигсберг за Якоб Кетлер, херцог на Курландия (1610–1682).

## Деца
Луиза Шарлота и Якоб Кетлер имат децата:
- Ладислаус Фридрих († млад)
- Луиза Елизабет (1646–1690)

∞ 1670 ландграф Фридрих II фон Хесен-Хомбург (1633–1708)
- Христина († млада)
- Фридрих Казимир (II) (1650–1698), херцог на Курланд

∞ 1. 1675 графиня София Амалия фон Насау-Зиген (1650–1688)
∞ 2. 1691 принцеса Елизабет София фон Бранденбург (1674–1748)
- Шарлота Мария (1651–1728), абатеса на Херфорд
- Амалия (1653–1711)

∞ 1673 ландграф Карл фон Хесен-Касел (1654–1730)
- Карл Якоб (1654–1677)
- Фердинанд (1655–1737), херцог на Курланд

∞ 1730 принцеса Йохана Магдалена фон Саксония-Вайсенфелс (1708–1760)
- Александер (1658–1686), не се жени